# Meidän Loimaa
Meidän Loimaa ("Vårt Loimaa") är en partipolitiskt obunden valmansförening som grundades år 2021 för att delta i kommunalvalet i Loimaa samma år. Fem stadsfullmäktige lyckades bli invalda från föreningens lista. Listan bestod av mestadels lokala företagare.
I kommunalvalet fick listan 12,6 % av alla röster och fem mandat till stadsfullmäktige, vilket gjorde den till stadens fjärde största stadsfullmäktigegrupp.